# Rudnia (hromada Owrucz)
Rudnia (ukr. Рудня) – wieś na Ukrainie, w obwodzie żytomierskim, w rejonie korosteńskim, w hromadzie Owrucz. W 2001 liczyła 99 mieszkańców, spośród których 92 wskazało jako ojczysty język ukraiński, 3 rosyjski, a 4 białoruski.
Znajduje tu się przystanek kolejowy Rudnia, położony na linii Kalinkowicze – Korosteń.